# Urudj ibn Adil
Urudj ibn Adil (turc otomà: اوروج بن عادل القزاز; turc: Oruç) (Edirne, segle xv - principis segle xvi) fou un historiador otomà que va escriure una de les primeres històries de l'Imperi Otomà. La seva història reposa sobre els calendaris reials; es titula Tewarik-i al-i Othman i es va escriure durant el regnat de Baiazet I.